# HMS Princess Royal (1773)
La HMS Princess Royal era un vascello di seconda classe a tre ponti da 90 cannoni della Royal Navy, appartenente alla classe Barfleur, costruito negli anni settanta del XVIII Secolo, e rimasta in servizio fino all'ottobre 1807.

## Storia
Terza unità della classe Barfleur, progettata da Sir Thomas Slade, la sua costruzione fu ordinata dal Navy Board il 10 settembre 1767, e l'unità venne impostata presso i Portsmouth Dockyard il 31 ottobre dello stesso anno, e varata il 18 ottobre 1773.
Il Princess Royal entrò in servizio di il 5 aprile 1777, al comando del capitano Mark Milbanke, venendo assegnata alla Channel Fleet.
Nel 1778 fu sottoposta ad un ciclo di lavori, e il suo armamento venne portato a 98 cannoni.
Il 9 giugno di quello stesso anno al comando del capitano William Blair (1741-1782) salpò per il Nord America per partecipare alla guerra d'indipendenza americana, arrivando nelle Indie occidentali il 13 dicembre 1778.
Il 6 luglio 1779 partecipò alla battaglia di Grenada,  il 17 aprile 1780 alla battaglia di Martinica, e nel mese di maggio a due successivi combattimenti contro una formazione navale francese (15 e 19 maggio).  Nel mese di settembre 1780 lasciò l'area dei Caraibi e raggiunse dapprima Gibilterra e poi la Gran Bretagna nel corso del 1781. Nel maggio 1782 entrò nel cantiere di Chatham per essere sottoposto a lavori di raddobbo e ramatura, per poi rientrare in servizio.
Inquadrata nella flotta dell'ammiraglio Richard Howe il 20 ottobre 1782, al comando del capitano Jonathon Faulknor (c.1729-1795),  partecipò alla battaglia di Capo Spartel contro la squadra navale franco-spagnola al comando del Cavaliere Jean Guillaume Toussaint Picquet Conte de la Motte e dell'ammiraglio Luis de Córdova y Córdova.
Nel 1783 fu assegnata come nave guardiaporto a Portsmouth con equipaggio ridotto, venendo posto in riserva nel settembre 1784. Tra il novembre 1786 e il maggio 1788 fu sottoposto ad un ciclo di grandi lavori di riparazione. Rientrò in servizio tra il maggio 1790 e il settembre 1791.
Dopo l'inizio della guerre rivoluzionarie francesi rientrò in servizio nel gennaio 1793, salpando per il Mediterraneo il 22 aprile dello stesso anno, come nave di bandiera del contrammiraglio del blu Samuel Goodall, ed al comando del capitano John Child Purvis, assegnata alla Mediterranean Fleet allora al comando del viceammiraglio William Hotham.
Partecipò alla battaglia di Genova (14 marzo 1795) e a quella di Hyères (13 luglio 1795).
Rientrato in Patria per un ciclo di lavori, rientrò in servizio nel settembre 1797, salpando nuovamente per il Mediterraneo nel successivo mese di ottobre. Ritornò in Gran Bretagna per un ciclo di lavori, eseguiti a Portsmouth, il 4 settembre 1799. Al comando del capitano rientrò in servizio nella Channel Fleet nell'aprile 1800.
A causa dell'intenso servizio andò nuovamente ai lavori a Spithead nel febbraio 1802, rientrando in servizio attivo nel giugno 1803.  Il 28 dicembre 1806 fu ancorata a Torbay, e il 12 maggio 1807 venne deciso di trasformarlo in un vascello da 74 cannoni, riducendone l'armamento. A causa delle pessime condizioni in cui si trovava lo scafo la proposta fu accantonata, e il Princess Royal venne radiato e demolito nell'ottobre dello stesso anno.

### Annotazioni
1. ↑  Le altre unità erano Barfleur, Prince George e Formidable.
2. ↑  Il vascello era stato completato al costo di £ 48.729 sterline 8 penny e 11d per lo scafo più £ 6.453, 5.6 d per l'attrezzatura.

### Fonti
1. ↑  Lavery 2003, p. 179.
2. 1 2 3 4 5 6 7 8  Pbenyon.
3. 1 2 3 4 5 6 7 8  Three Decks.
4. 1 2  Colledge, Warlow 2006, p. 278.